# C.J. Westergaard

C J Westergaard

Chr. J. Westergaard född 1834 i Danmark, död 16 maj 1870 i Filipstad, var en dansk arkitekt.
Westergaard var verksam i Karlstad efter den stora stadsbranden 1865 och kom stå bakom åtskilliga privata byggnader i staden. Han ritade det gamla Sparbankshuset bredvid domkyrkan. Tillsammans med Petter Georg Sundius uppgjorde han ritningarna för Karlstads högre allmänna läroverk (idag Tingvallagymnasiet), och de båda ledde även arbetet med den nya tornspiran på Karlstads domkyrka. Westergaard ritade vidare sjukstugan i Arvika (1865) samt stadshotellet i Filipstad. Han dog där 1870, kort efter återkomsten från vintervistelsen i Danmark.

## Bilder

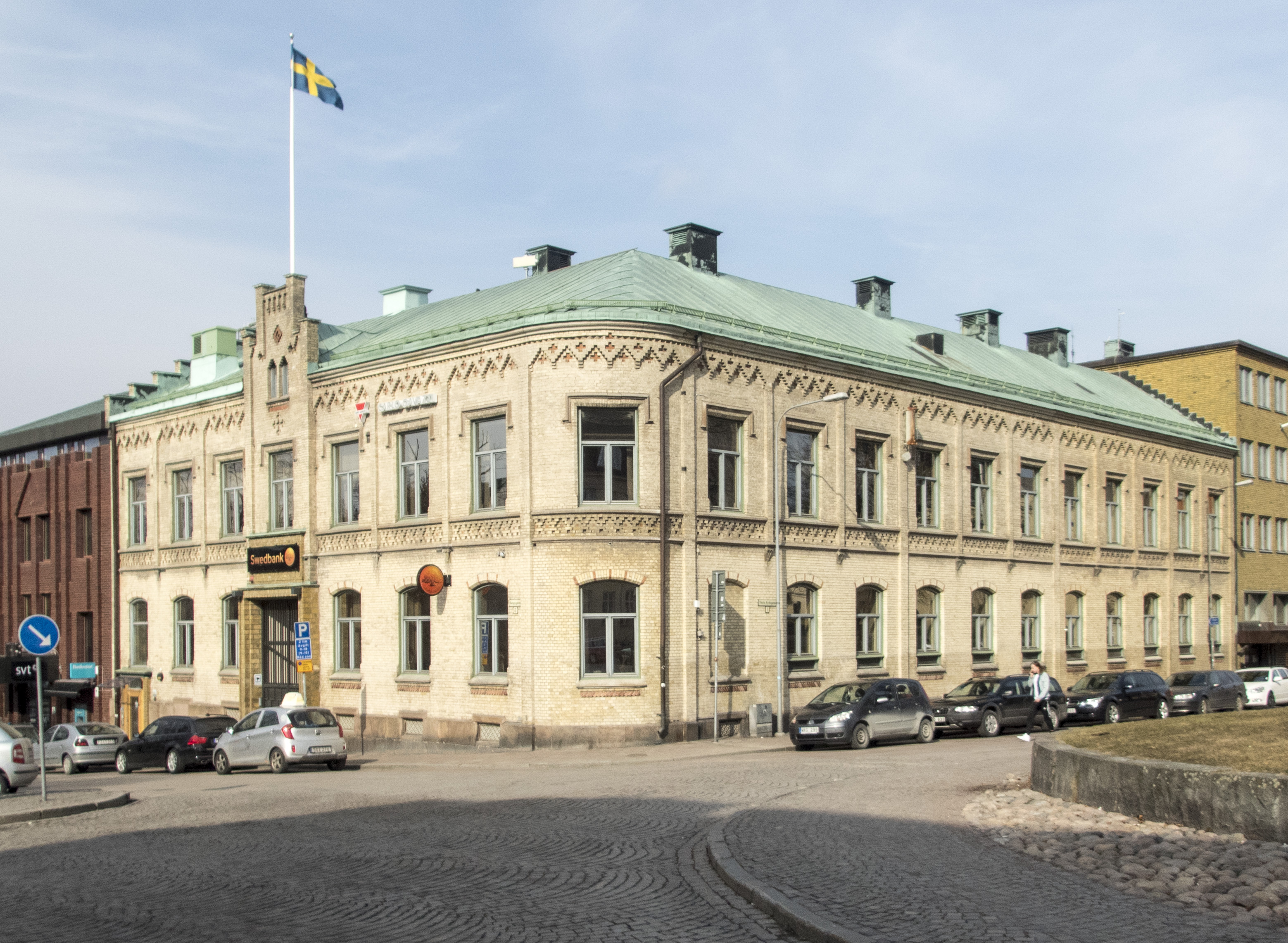
Sparbanken i Karlstad
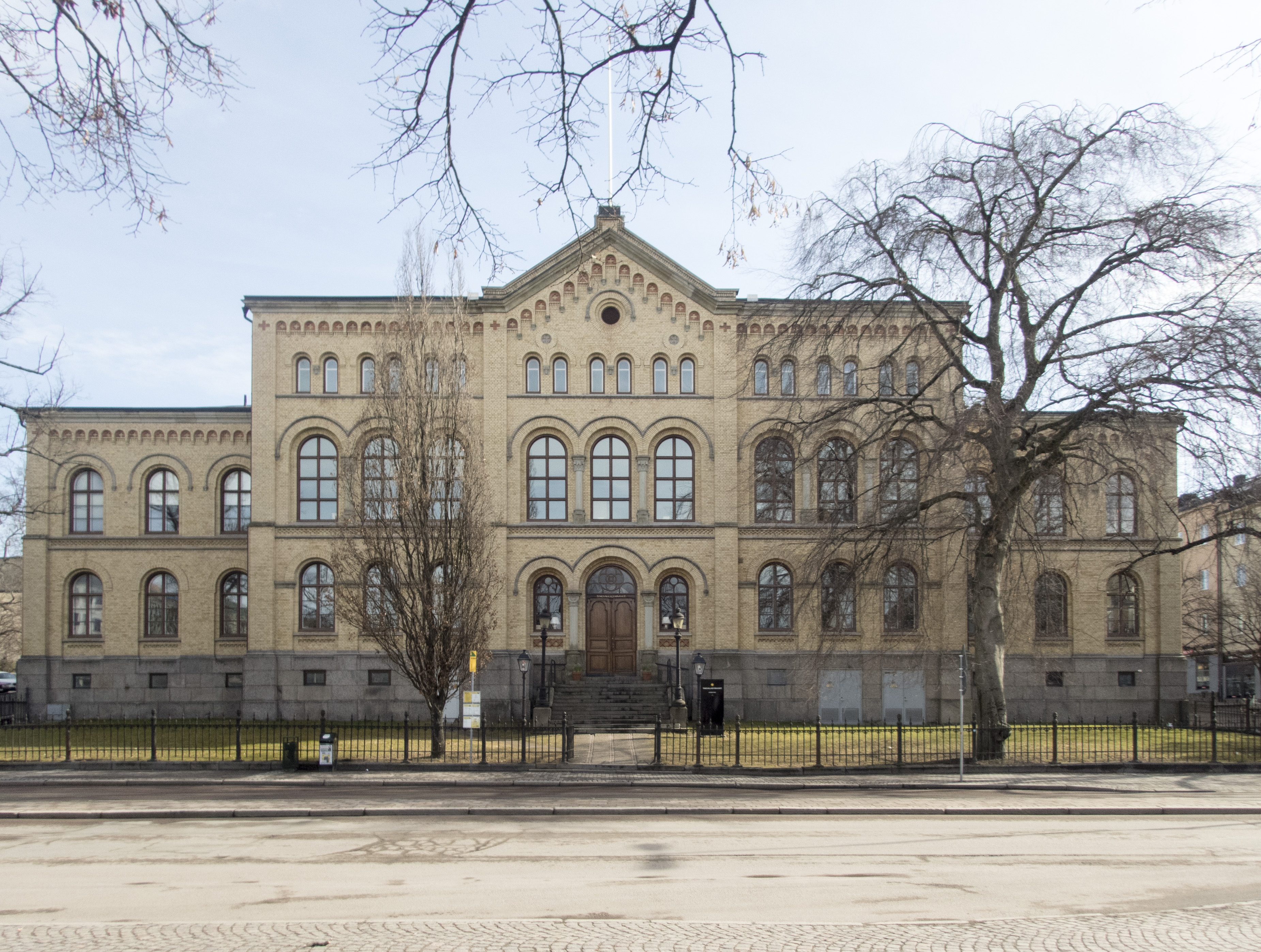
Läroverket i Karlstad
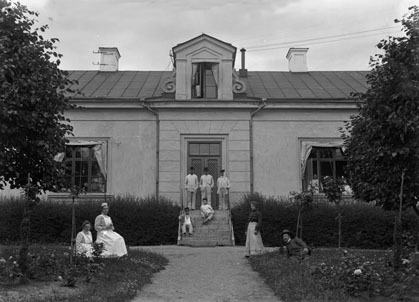
Sjukstugan i Arvika
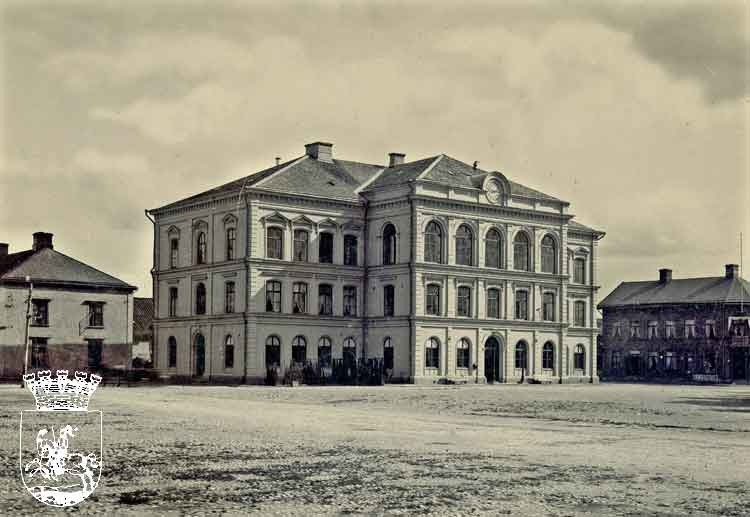
Stadshotellet i Filipstad (rivet 1976)